# Monica Beverly Hillz
Monica Dejesus-Anaya, conocida por su nombre artístico Monica Beverly Hillz, es una personalidad de telerrealidad estadounidense y activista transgénero, originalmente conocida por aparecer en la quinta temporada de RuPaul's Drag Race. Fue la segunda concursante en la historia del programa en salir del armario como mujer transgénero en el programa, después de Sonique en la segunda temporada (que salió del armario durante el especial de reunión del programa). La salida del armario de Hillz fue histórica, ya que se produjo por primera vez en una cadena de televisión.
En 2014, fue seleccionada como una de las "30 Under 30" del Windy City Times por el "mejor activismo LGBTQIA, negocios, cultura, trabajo sin ánimo de lucro y más", así como Bustle la nombró una de las ex-concursantes "más populares" de RPDR. En 2015, actuó en los MTV Video Music Awards con Miley Cyrus para su actuación en directo de "Dooo It!", junto con otras drag queens conocidas y ex-concursantes de RPDR.

## Biografía
Dejesus-Anaya es de ascendencia puertorriqueña. Después de los cuatro años, fue criada por su tía materna Gladys en el barrio latino del noroeste de Chicago. En la escuela, fue víctima de acoso físico: otros estudiantes la pateaban, golpeaban y abofeteaban. Debido al acoso, intentó suicidarse en segundo curso y abandonó los estudios. Gladys murió cuando Dejesus-Anaya tenía 15 años, dejando cinco hijos. En ese momento, Dejesus-Anaya volvió a vivir con su madre. En Chicago, Dejesus-Anaya empezó a actuar en clubes gais latinos antes de decidir volver a Kentucky, donde trabajó en el único bar gay de Owensboro. Luchó contra la pobreza, lo que agravó los problemas a los que se enfrentó durante su adolescencia y juventud.
A los 17 años, Dejesus-Anaya asistió a su primer drag show y declaró que le "encantaba". Tras decidir actuar ella misma como drag, Dejesus-Anaya eligió el nombre de "Monica", en homenaje a la actriz de Bollywood Monica, y luego Beverly Hills, la ciudad del condado de Los Ángeles donde quería vivir. Dejesus-Anaya considera que su look drag es una mezcla de Aaliyah y Faith Evans, y que su aspecto al presentarse como hombre se asemeja al del cantante Bruno Mars. Se inspira en Carmen Carrera, Amanda Lepore, Calpernia Addams y Maria Roman.
Cuando vivía en Kentucky, Dejesus-Anaya trabajó en Macy's durante un año y nueve meses, donde sufrió discriminación por parte de algunas personas. En Illinois, trabajó como escort mientras consumía estupefacientes, y durante ese tiempo afirmó haber sufrido robos y agresiones sexuales. Debido a las experiencias vividas mientras trabajaba como escort, tiene problemas para dormir y pesadillas.

## Carrera

### RuPaul's Drag Race
En 2013, Dejesus-Anaya fue concursante de la quinta temporada del programa de telerrealidad estadounidense RuPaul's Drag Race. Anteriormente, había participado en las audiciones de la primer y tercer temporada. Durante el programa, se comentó mucho que parecía "excesivamente distraída". La razón quedó clara cuando, durante el programa, se declaró transgénero en la fase de eliminación del episodio 2, en la que quedó entre las dos últimas. Al dirigirse a los jueces, declaró: "Siento que no estoy aquí. He estado guardando un secreto y esforzándome mucho. No soy sólo una drag queen, soy una mujer transgénero". Los productores han declarado que la revelación no fue una parte artificial del programa; se enteraron de que se identificaba como transgénero durante el rodaje del episodio. Los jueces invitados Kristen Johnston y Juliette Lewis respondieron con declaraciones de apoyo. El productor Tom Campbell declaró: "Lo descubrimos al mismo tiempo que todos los demás. No se reveló en ningún momento durante el proceso de casting y todo el mundo se enteró al mismo tiempo". Su compañera de concurso y eventual ganadora de la temporada, Jinkx Monsoon, llamó a Dejesus-Anaya su "heroína" durante el anuncio.
Aunque era distraída, Dejesus-Anaya lo hizo bien en la primera semana. RuPaul comentó que Dejesus-Anaya se parecía a Lady Miss Kier, y L'Etoile Magazine calificó su rostro como "fabuloso". En la segunda semana, cayó entre los dos últimos contra Serena ChaCha, y las dos hicieron lip sync con la canción "Only Girl in the World" de Rihanna. Dejesus-Anaya ganó el lip sync y Serena ChaCha fue eliminada. La semana siguiente, Dejesus-Anaya fue la tercera concursante eliminada del programa al caer de nuevo entre las dos últimas y competir contra la concursante Coco Montrese.

### Después de RuPaul's Drag Race
Dejesus-Anaya se unió al podcast gay Feast of Fun, con sede en Chicago, en 2013.
En diciembre de 2014, Dejesus-Anaya fue uno de los sujetos de una serie fotográfica llamada WERKS, realizada por Nestor Photography. La serie tuvo lugar en la boutique Michelle Tan Clothing, de la diseñadora de Chicago Michelle Tan. Otras drag queens que aparecieron en la serie fueron Gia Gunn (temporada 6), Dida Ritz (temporada 4) y Jade Jolie (temporada 5).
En 2015, Dejesus-Anaya se unió a otras drag queens para rodar el vídeo musical de la versión del cantante Glenn Stewart de "(Here it Comes) Around Again", interpretada originalmente por RuPaul. Otras drag queens que participaron en el vídeo fueron JujuBee (temporada 2), Kelly Mantle (temporada 6), Jade Sotomayor (temporada 1), Jade Jolie (temporada 5), Joslyn Fox (temporada 6) y Jaidynn Diore Fierce (temporada 7). En 2015, el académico gay puertorriqueño Lawrence La Fountain-Stokes presentó una charla titulada "The Drag of Poverty" en la que analizaba las experiencias de Dejesus-Anaya en relación con las de otras intérpretes puertorriqueñas, concretamente Erika Lopez y Holly Woodlawn. La charla forma parte de un proyecto de libro en el que está trabajando La Fountain-Stokes, titulado Translocas: Trans Diasporic Puerto Rican Drag.
Dejesus-Anaya ha seguido actuando y haciendo apariciones hasta 2015, incluida la primera Drag Con de RuPaul, que fue celebrada los días 16 y 17 de mayo de 2015 en el Centro de Convenciones de Los Ángeles.

### Activismo
En 2013, la actriz estadounidense Amanda Bynes insultó a RuPaul en Twitter, tuiteando: "¡Mi padre es tan feo como RuPaul! Estoy muy agradecida de no parecerme en nada a vosotros dos. Me operé la nariz después de las fotos de mi ficha policial, ¡así que mi nariz y yo somos preciosas!". Dejesus-Anaya salió en defensa de RuPaul, diciéndole a Bynes que "se limpiara" y "se consiguiera una peluca mejor".
En 2014, Dejesus-Anaya y Carmen Carrera, otra ex concursante trans de RPDR, se pronunciaron en contra del lenguaje transfóbico que se incluía en RPDR. Las frases incluían "she-male" y "tranny", que Dejesus-Anaya declaró que "no eran bonitas en absoluto".
Cuando empezaron a circular rumores no confirmados de que Caitlyn Jenner se estaba sometiendo a una transición de género, In Touch Weekly publicó una portada con una Caitlyn (entonces conocida como Bruce) masculina maquillada con photoshop. La portada fue muy criticada, y Dejesus-Anaya publicó un comunicado en el que decía: "Creo que está muy mal de muchas maneras que se burlen y le hagan esas cosas a alguien.... No saben nada sólo para ganar dinero y burlarse de las personas trans de todo el mundo. Necesitan educar en lugar de hacer tonterías como esa".

## Filmografía
| Año  | Título                                                                                 | Papel                                        |
| ---- | -------------------------------------------------------------------------------------- | -------------------------------------------- |
| 2012 | TheQU: Dida Ritz & Monica Beverly Hillz talk Vogue for Tots                            | Ella misma                                   |
| 2012 | I AM MONICA: Monica Beverly Hillz Documentary                                          | Ella misma                                   |
| 2013 | RuPaul's Drag Race                                                                     | Duodécimo lugar (Eliminada en el episodio 3) |
| 2013 | Rupaul's Drag Race: Untucked!                                                          | 3 Episodios                                  |
| 2013 | SocialScope Interview: Monica Beverly Hillz Gets Personal in New SocialScope Interview | Ella misma                                   |

### Series web
| Año  | Título  | Papel      | Notas    | Ref.   |
| ---- | ------- | ---------- | -------- | ------ |
| 2019 | Detailz | Ella misma | Invitada | [ 38 ] |